# Egocentryzm atrybucyjny
Egocentryzm atrybucyjny – skłonność do przypisywania sobie większej odpowiedzialności za konsekwencje wspólnie wykonywanej pracy, niż skłonny jest to uznać postronny obserwator.
W odróżnieniu od egotyzmu atrybucyjnego zjawisko to zachodzi w tym samym stopniu w sytuacjach kończących się sukcesem jak też porażką. Przykładowo, gdyby zapytać współlokatorów dzielących obowiązki domowe, który z nich wnosi większy wkład we wspólne gospodarstwo, bardzo prawdopodobne by każdy wskazał samego siebie.

## Przyczyny występowania egocentryzmu atrybucyjnego
Badacze proponują kilka czynników, leżących u podstaw zjawiska. Najwięcej danych jednak przemawia za trzecim wyjaśnieniem – gdy szacujemy wielkość własnego wkładu mamy skłonność do przypominania sobie większej liczby faktów dotyczących własnego zachowania i własnych pomysłów niż tych samych danych odnoszących się do drugiej osoby (patrz: heurystyka dostępności). Nie można jednak wykluczyć wpływu pozostałych czynników:
- niejednakowy dostęp do informacji o własnym wkładzie versus wkładzie partnera,
- wybiórcze kodowanie, czyli lepsze zapamiętywanie tego co dotyczy nas samych, niż partnera,
- wybiórcze odtwarzanie informacji z pamięci, czyli łatwiejsze przywoływanie przykładów własnego zaangażowania (jak też ich większa ilość),
- czynniki motywacyjne – przypisywanie sobie większej odpowiedzialności za wynik może pozytywnie wpływać na samoocenę i poczucie sprawstwa[1].